# Bernard Ayandho
Bernard Ayandho (* 15. Dezember 1930; † 1993) war von 1979 bis 1980 Premierminister der Zentralafrikanischen Republik.

## Politische Laufbahn
Ayandho gehörte zur 1949 von Barthélemy Boganda gegründeten Partei Mouvement pour l'Évolution Sociale d'Afrique Noire (MESAN), die nach der Unabhängigkeit des Landes von Frankreich 1960 zur Einheitspartei wurde. Als der seit 1966 regierende Jean-Bédel Bokassa alias Kaiser Bokassa I. von seinem Cousin, dem Ex-Präsidenten David Dacko, gestürzt wurde, übernahm Ayandho am 26. September 1979 das Amt des Regierungschefs. Sein Vorgänger Henri Maïdou wurde Dackos Vizepräsident. Kurz darauf wechselte er von der MESAN zur im März 1980 von Dacko gegründeten Partei Union Démocratique Centrafricaine (UDC), die bis zu Dackos Sturz am 20. September 1981 das Land regierte.
Ayandhos Amtszeit endete am 22. August 1980, als Dacko das Amt des Regierungschefs kurzzeitig selber übernahm.
| Personendaten    | Personendaten                                                                     |
| ---------------- | --------------------------------------------------------------------------------- |
| NAME             | Ayandho, Bernard                                                                  |
| KURZBESCHREIBUNG | zentralafrikanischer Politiker, Premierminister der Zentralafrikanischen Republik |
| GEBURTSDATUM     | 15. Dezember 1930                                                                 |
| STERBEDATUM      | 1993                                                                              |